# Skeleton-Nordamerikacup 2019/20
Die Saison 2019/20 war die zwanzigste Saison vom Skeleton-Nordamerikacup, welcher von der IBSF organisiert und ausgetragen wird. Diese Rennserie gehört gemeinsam mit den Intercontinentalcup 2019/20 und den Europacup 2019/20 den Unterbau des Weltcups 2019/20. Die Ergebnisse der acht Saisonläufe an zwei Wettkampforten flossen in das IBSF-Skeleton-Ranking 2019/20 ein.
Bei den Frauen sicherte sich die Koreanerin Kim Eunji die Gesamtwertung vor der Nicole Rocha Silveira aus Brasilien und Mystique Ro aus den USA. Der Spanier Ander Mirambell gewann bei den Herren den Gesamtwertung vor Chris Strup aus den Vereinigten Staaten und Nathan Crumpton von Amerikanisch-Samoa. Während Kim Eunji zum ersten Mal die Gesamtwertung gewinnen konnte, gewann Ander Mirambell die Gesamtwertung bei den Männern zum zweiten Mal, was davor nur Zach Lund gelungen ist.

## Frauen

### Veranstaltungen
| Datum             | Ort         | 1. Platz        | 2. Platz         | 3. Platz         |
| ----------------- | ----------- | --------------- | ---------------- | ---------------- |
| 20. November 2019 | Lake Placid | Katie Uhlaender | Anna Fernstädt   | Jaclyn Narracott |
| 21. November 2019 | Lake Placid | Katie Uhlaender | Anna Fernstädt   | Mystique Ro      |
| 9. Dezember 2019  | Park City   | Zhu Yangqi      | Lee Jeonghyeok   | Lauren McDonald  |
| 9. Dezember 2019  | Park City   | Zhu Yangqi      | Kim Eunji        | Michelle Toukan  |
| 10. Dezember 2019 | Park City   | Zhu Yangqi      | Katie Tannenbaum | Kim Eunji        |
| 6. Januar 2020    | Lake Placid | Kellie Delka    | Li Yuxi          | Kim Eunji        |
| 6. Januar 2020    | Lake Placid | Mystique Ro     | Kim Eunji        | Jaclyn LaBerge   |
| 7. Januar 2020    | Lake Placid | Mystique Ro     | Jaclyn LaBerge   | Kim Eunji        |

### Gesamtwertung
| Rang | Pilotin               | Pilotin                      | Lake Placid       | Lake Placid       | Park City        | Park City        | Park City         | Lake Placid    | Lake Placid    | Lake Placid    | Punkte |
| Rang | Name                  | Land                         | 20. November 2019 | 21. November 2019 | 9. Dezember 2019 | 9. Dezember 2019 | 10. Dezember 2019 | 6. Januar 2020 | 6. Januar 2020 | 7. Januar 2020 | Punkte |
| ---- | --------------------- | ---------------------------- | ----------------- | ----------------- | ---------------- | ---------------- | ----------------- | -------------- | -------------- | -------------- | ------ |
| 01   | Kim Eunji             | Südkorea                     | 18                | 14                | 07               | 02               | 03                | 03             | 02             | 03             | 373    |
| 02   | Nicole Rocha Silveira | Brasilien                    | 11                | 13                | 04               | 06               | 05                | 09             | 07             | 07             | 301    |
| 03   | Mystique Ro           | Vereinigte Staaten           | 05                | 03                | –                | –                | –                 | 06             | 01             | 01             | 290    |
| 04   | Lauren McDonald       | Vereinigte Staaten           | 10                | 10                | 05               | 07               | 07                | 12             | 08             | 12             | 287    |
| 05   | Michelle Toukan       | Vereinigte Staaten           | 08                | 20                | 10               | 03               | 04                | 19             | 10             | 06             | 271    |
| 06   | Katie Tannenbaum      | Amerikanische Jungferninseln | –                 | –                 | 05               | 11               | 03                | 05             | 05             | 09             | 264    |
| 07   | Lee Jeonghyeok        | Südkorea                     | 21                | 16                | 02               | 04               | 06                | 14             | 12             | 15             | 259    |
| 08   | Zhu Yangqi            | Volksrepublik China          | –                 | 11                | 01               | 01               | 01                | –              | –              | –              | 255    |
| 09   | Kellie Delka          | Puerto Rico                  | 06                | 08                | –                | –                | –                 | 01             | 09             | 05             | 230    |
| 10   | Du Xiaojiao           | Volksrepublik China          | 15                | –                 | 06               | 05               | 10                | 10             | 11             | 14             | 225    |

## Männer

### Veranstaltungen
| Datum             | Ort         | 1. Platz                    | 2. Platz           | 3. Platz           |
| ----------------- | ----------- | --------------------------- | ------------------ | ------------------ |
| 20. November 2019 | Lake Placid | Geng Wenqiang               | Nathan Crumpton    | Martin Rosenberger |
| 21. November 2019 | Lake Placid | Yan Wengang                 | Martin Rosenberger | Nathan Crumpton    |
| 9. Dezember 2019  | Park City   | Nathan Crumpton Zhu Haifeng | –                  | Yin Zheng          |
| 9. Dezember 2019  | Park City   | Nathan Crumpton             | Zhu Haifeng        | Zhang Jing         |
| 10. Dezember 2019 | Park City   | Nathan Crumpton             | Yin Zheng          | Zhu Haifeng        |
| 6. Januar 2020    | Lake Placid | Chen Wenhao                 | Chris Strup        | Ander Mirambell    |
| 6. Januar 2020    | Lake Placid | Chen Wenhao                 | Chris Strup        | Zhu Zilong         |
| 7. Januar 2020    | Lake Placid | Chen Wenhao                 | Daniel Barefoot    | Zhu Zilong         |

### Gesamtwertung
| Rang | Pilot           | Pilot               | Lake Placid       | Lake Placid       | Park City        | Park City        | Park City         | Lake Placid    | Lake Placid    | Lake Placid    | Punkte |
| Rang | Name            | Land                | 20. November 2019 | 21. November 2019 | 9. Dezember 2019 | 9. Dezember 2019 | 10. Dezember 2019 | 6. Januar 2020 | 6. Januar 2020 | 7. Januar 2020 | Punkte |
| ---- | --------------- | ------------------- | ----------------- | ----------------- | ---------------- | ---------------- | ----------------- | -------------- | -------------- | -------------- | ------ |
| 01   | Ander Mirambell | Spanien             | 05                | 05                | 05               | 05               | 05                | 03             | 04             | 06             | 370    |
| 02   | Chris Stup      | Vereinigte Staaten  | 09                | 13                | 08               | 07               | 10                | 02             | 02             | 04             | 346    |
| 03   | Nathan Crumpton | Amerikanisch-Samoa  | 02                | 03                | 01               | 01               | 01                | –              | –              | –              | 345    |
| 04   | Yin Zheng       | Volksrepublik China | 08                | –                 | 03               | 06               | 02                | 08             | 06             | DSQ            | 272    |
| 05   | Rin Kinoshita   | Japan               | 22                | 10                | 06               | 04               | 06                | 16             | 09             | 11             | 255    |
| 06   | Dean Timmings   | Australien          | 12                | 12                | 07               | 09               | 014               | 10             | 11             | 08             | 250    |
| 07   | Daniel Bareford | Vereinigte Staaten  | 07                | 04                | –                | –                | –                 | 04             | 05             | 02             | 248    |
| 08   | Chen Wenhao     | Volksrepublik China | –                 | –                 | –                | –                | –                 | 01             | 01             | 01             | 225    |
| 09   | Peter Makrides  | Australien          | 16                | 16                | 09               | 08               | 07                | 13             | 13             | 14             | 224    |
| 10   | Zhu Zilong      | Volksrepublik China | 13                | 07                | –                | –                | –                 | 06             | 03             | 03             | 214    |